# Shadow Knights
Shadow Knights – The Shogun of Death (Budo – The Art of Ninja Combat néven is) egy platformjáték, melyet az id Software fejlesztett és a Softdisk adott ki 1991-ben. Ez volt az id első játéka, amit a Softdisk számára készített. A Softdisk forgalmazta is a játékot a "The Lost Game Collection of ID Software" részeként.

## Történet
A virágzó Naipusan földe ostrom alá kerül a gonosz sógun, Sashika által vezérelt északi harcosok miatt. Sashika hatalma sok éven át nőtt és elkezdett fekete mágiát tanulni. Néhányan azt mondták, Sashikát megszállta a Kuskuro nevű démon. A soha véget nem érő terror uralkodása nyomán egy keleti születésű nindzsa, akinek megérkezését bölcsek jövendölték meg, Sashikát eltávolítja hatalmi székéből, tisztességesen uralkodva Naipusanon.

## Játékmenet
A Shadow Knights egy alapvető platformjáték, melynek elemei hasonlóak a NES Ninja Gaiden játékokéhoz. Nindzsánkkal kilenc pályát kell teljesítenie kard és bűvös csillagok használatával az ellenségek megöléséhez. A játékos életereje és a varázsereje korlátozott a túléléshez. Nindzsánk gyógyító és fegyveres erővel bír. A varázsgömbök gyűjtésével erő halmozható fel. Bizonyos szinteken le kell győzni egy főellenséget a továbbjutáshoz.

## Fordítás
Ez a szócikk részben vagy egészben  a   Shadow Knights című angol Wikipédia-szócikk fordításán alapul.  Az eredeti cikk szerkesztőit annak laptörténete sorolja fel. Ez a jelzés csupán a megfogalmazás eredetét és a szerzői jogokat jelzi, nem szolgál a cikkben szereplő információk forrásmegjelöléseként.